# آية مدني
آية محمود عبد الله محمد مدني لاعبة الخماسي الحديث، الجري والسباحة والرماية والمبارزة وركوب الخيل. وُلدت في نوفمبر 1988. تعمل معيدة في الأكاديمية العربية للعلوم والتكنولوجيا والنقل البحري. حصلت آية على بطولة العالم في الخماسي الحديث للناشئين عامي 2006 و2008. شاركت في أولمبياد أثينا وكانت آنذاك أصغر لاعبة في البعثة الأوليمبية المصرية. وحصلت أيضًا على لقب أصغر لاعبة خماسي حديث في العالم وأول لاعبة خماسي حديث مصرية تصل إلى الأولمبياد في تاريخ الألعاب الأوليمبية.
شاركت في أوليمبياد لندن عام 2012. واحتلت المركز السادس عشر في منافسات لعبة الخماسي الحديث بعد الحصول على 5136 نقطة في كل الألعاب. وأنهت سباق المبارزة في المركز الثامن؛ بينما جاءت في المركز الثامن في مجموعتها في سباحة الخماسي الحديث؛ أما في فروسية الخماسي الحديث، فحققت 1142 نقطة من خلال الحصان يودا. وفي الترتيب الختامي وبعد انتهاء لعبة المركب جاءت مدني في المركز السادس عشر في الترتيب العام بعدد نقاط 5136 جاءت كالتالي: المبارزة: 880 والسباحة: 1136 والفروسية: 1124 والمركب: 1996.

## روابط خارجية
- آية مدني على موقع الاتحاد الدولي للمبارزة (الإنجليزية)
- آية مدني على موقع الاتحاد الدولي للخماسي الحديث (الإنجليزية)
- آية مدني على موقع اللجنة الأولمبية الدولية (الإنجليزية)
- آية مدني على موقع أوليمبيديا (الإنجليزية)